# Гираут де Борнель
Гира́ут де Борне́ль (правильное произношение Бурне́ль), также Гира́ут Бурне́льский (окс. Giraut де Bornelh, или Guiraut, Borneil или Borneyll; род. около 1138 — 1215) — трубадур, считавшийся мастером «тёмного стиля».
Был, вероятно, низкого происхождения, родился в Лимузене, возможно, в Бурне (откуда и его прозвище), недалеко от Эксидея. Был связан с виконтами Лиможскими, за виртуозность своих сочинений получил прозвище лучшего трубадура. Стихи Гираута де Борнеля ценил Данте, отозвавшийся в своём трактате «О народном красноречии» о трубадуре, как поэте, воспевшем прямодушие.
Сохранилось около 80 его стихотворений, из которых только четыре нотированы. Несмотря на то, что он работал в «тёмном», «закрытом» стиле, ему приписывают если не изобретение «лёгкой манеры» поэзии трубадуров, то формулировку основных принципов этого стилистического направления. В знаменитом партимене с Раймбаутом Оранским о достоинствах и недостатках двух стилей Гирауту де Борнелю выпало защищать именно «лёгкую манеру», которая делает песню понятной любому. В дискуссии Борнель отмечает, что сочинение в простой манере требует не меньшего мастерства, чем песня, созданная для узкого круга посвящённых. Одним из лучших произведений трубадура является его planh (плач) S’anc jorn aqui joi e solaz на смерть Раймбаута Оранского.
В тенсоне с королём Альфонсом II Арагонским Гираут вносит свой вклад в прения о том, позорит ли себя дама, берущая себе любовника, который богаче её самой. Эта тема была поднята Гильемом де Сант-Лейдьером, подхвачена Азалаис де Поркайрагас и Раймбаутом Оранским, и продолжена в партимене между Дофином Овернским и Пердигоном.
Согласно легенде, он сопровождал Ричарда Львиное Сердце и Эймара V Лиможского в Третьем крестовом походе и остался в Святой земле на некоторое время с «добрым князем Антиохии», Боэмундом III. Вероятно, трубадур совершил паломничество в Святую Землю, но до крестового похода.